# Юбецу
Юбецу (яп. 湧別町 Ю:бэцу-тё:) — посёлок в Японии, находящийся в уезде Момбецу округа Охотск губернаторства Хоккайдо. Площадь посёлка составляет 505,74 км², население — 9612 человек (30 июня 2014), плотность населения — 19,01 чел./км².

## Географическое положение
Посёлок расположен на острове Хоккайдо в губернаторстве Хоккайдо. С ним граничат города Момбецу, Китами и посёлки Энгару, Сарома.
Посёлок выходит на побережье Охотского моря и озера Сарома, он расположен у устья реки Юбецу.

## Население
Население посёлка составляет 9612 человек (30 июня 2014), а плотность — 19,01 чел./км². Изменение численности населения с 1980 по 2005 годы:
| 1980 | 14 326 чел. |  |
| 1985 | 13 702 чел. |  |
| 1990 | 12 692 чел. |  |
| 1995 | 12 042 чел. |  |
| 2000 | 11 423 чел. |  |
| 2005 | 10 758 чел. |  |